# Janet Echelman

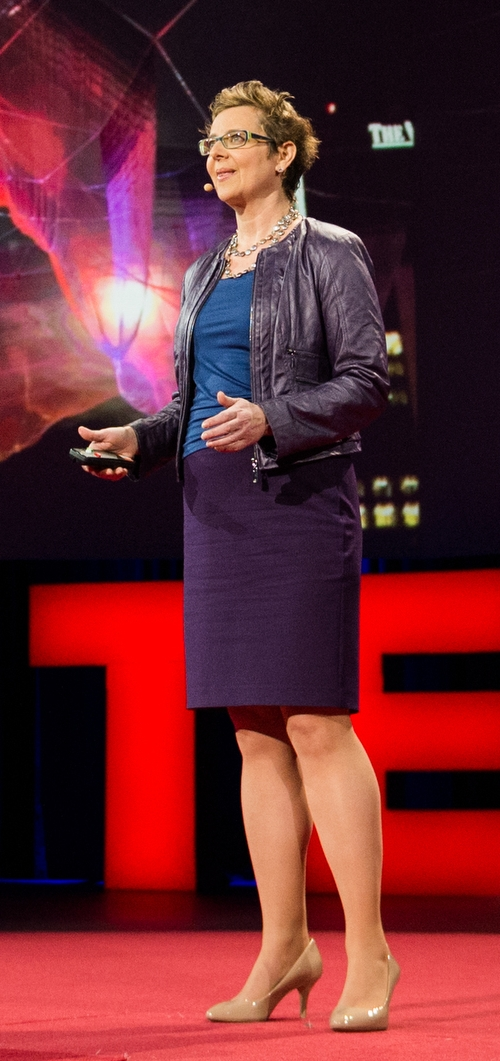
Janet Echelman bei der TED-Konferenz 2014

Janet Echelman (* 19. Februar 1966 in Tampa) ist eine US-amerikanische Künstlerin. Ihre Werke sind fischnetzartige Skulpturen im öffentlichen Raum. Echelman studierte Visual Arts am New Yorker Bard College. Sie lehrte an der Harvard University. 2011 sprach sie auf der TED-Konferenz.
Echelman hat zwei Kinder.

## Werke

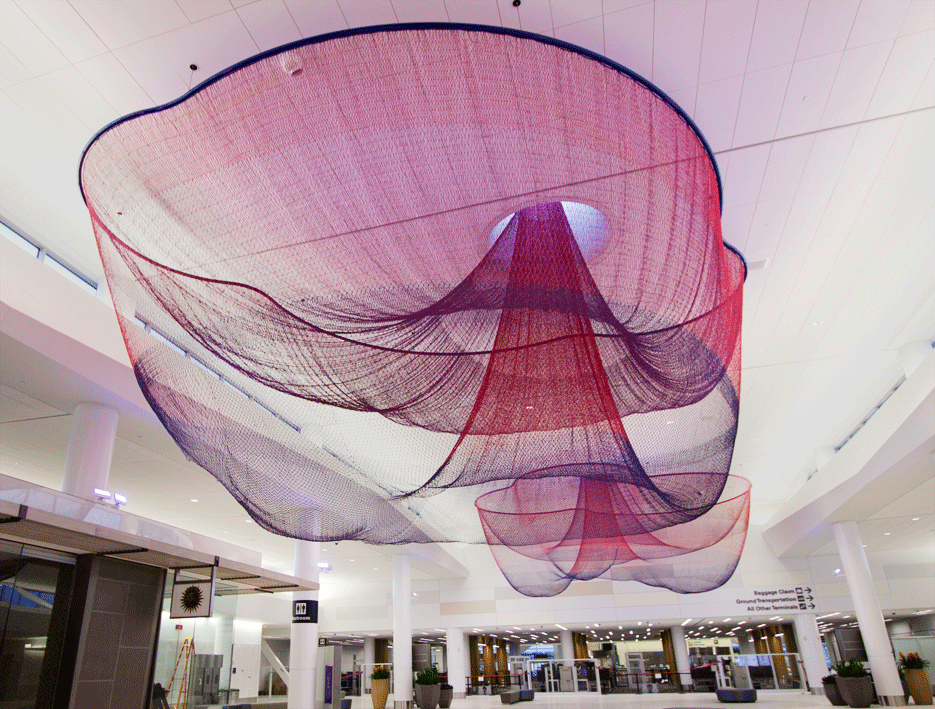
Every Beating Second
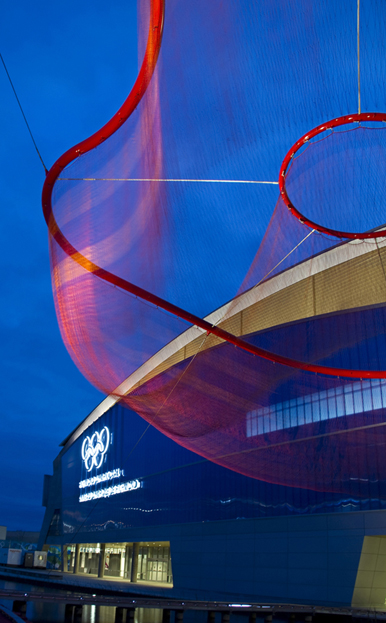
Water Sky Garden
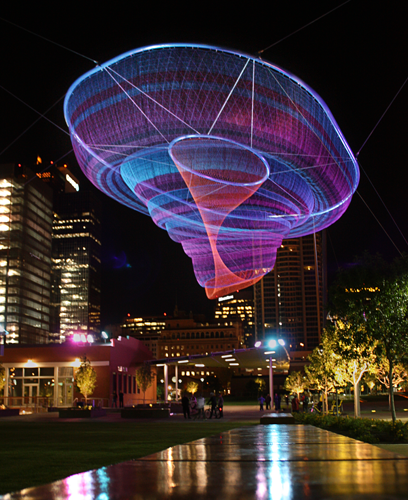
Her Secret Is Patience
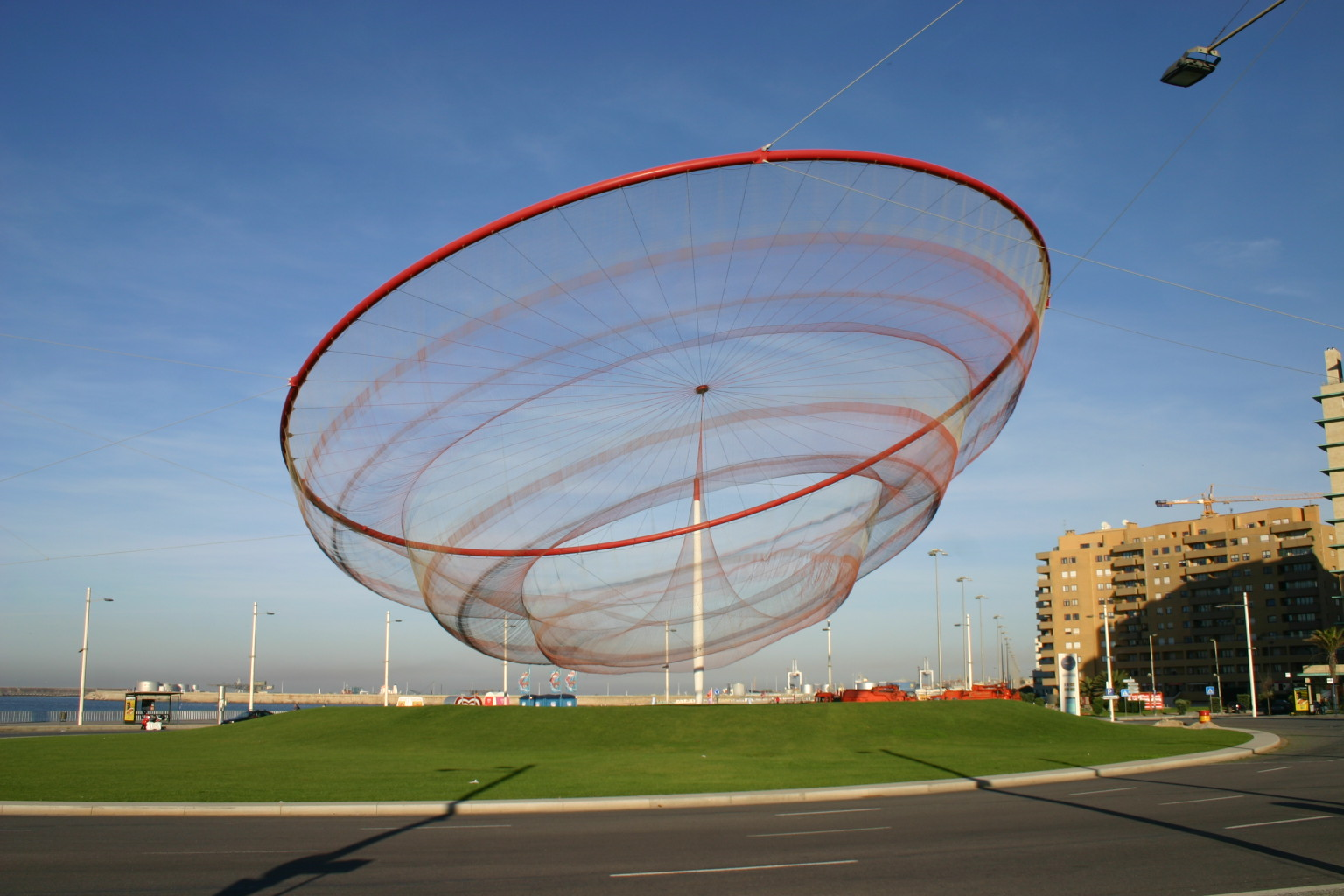
Praça da Cidade de Salvador
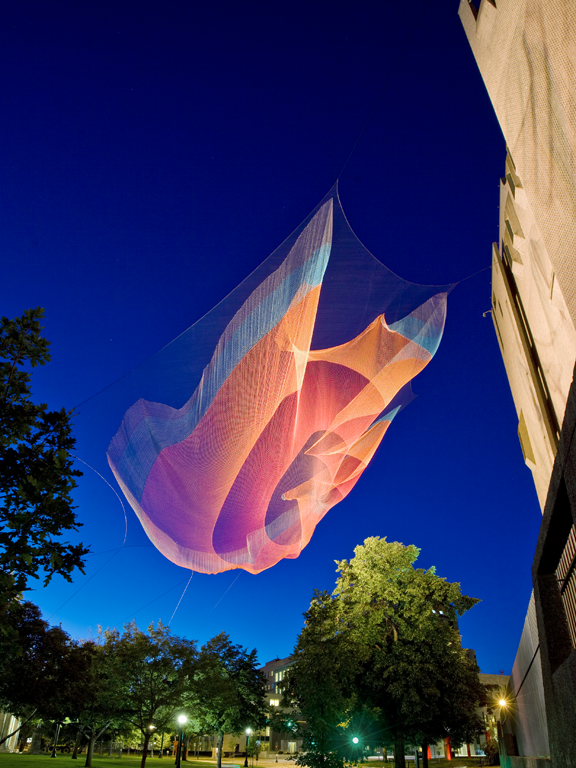
1.26

## Auszeichnungen
- 2014 Smithsonian American Ingenuity Award in Visual Arts[1]
- 2016 Ehrendoktorwürde der Tufts University (Honorary doctor of fine arts)[4]
- Fellowship in Fine Arts (2011–12) der John Simon Guggenheim Memorial Foundation[5]
- Harvard University Loeb Fellowship (2007–08, 2012–13)[6]
- Fulbright Senior Lectureship in Visual Art (1997)[7]